# 福爾圖納季夫卡
50°43′8″N 29°1′5″E / 50.71889°N 29.01806°E
福爾圖納季夫卡（烏克蘭語：Фортунатівка），是烏克蘭北部的村莊，隸屬日托米爾州的科羅斯滕區。該村始建於1802年，面積0.68平方公里，海拔高度178米，2001年人口33，人口密度每平方公里48.25人。